# Закриті дебюти
|   | a | b | c | d | e | f | g | h |   |
| 8 | a8 чорна тура · b8 чорний кінь · c8 чорний слон · d8 чорний ферзь · e8 чорний король · f8 чорний слон · h8 чорна тура · a7 чорний пішак · c7 чорний пішак · d7 чорний пішак · f7 чорний пішак · g7 чорний пішак · h7 чорний пішак · b6 чорний пішак · e6 чорний пішак · f6 чорний кінь · c4 білий пішак · d4 білий пішак · f3 білий кінь · a2 білий пішак · b2 білий пішак · e2 білий пішак · f2 білий пішак · g2 білий пішак · h2 білий пішак · a1 біла тура · b1 білий кінь · c1 білий слон · d1 білий ферзь · e1 білий король · f1 білий слон · h1 біла тура | a8 чорна тура · b8 чорний кінь · c8 чорний слон · d8 чорний ферзь · e8 чорний король · f8 чорний слон · h8 чорна тура · a7 чорний пішак · c7 чорний пішак · d7 чорний пішак · f7 чорний пішак · g7 чорний пішак · h7 чорний пішак · b6 чорний пішак · e6 чорний пішак · f6 чорний кінь · c4 білий пішак · d4 білий пішак · f3 білий кінь · a2 білий пішак · b2 білий пішак · e2 білий пішак · f2 білий пішак · g2 білий пішак · h2 білий пішак · a1 біла тура · b1 білий кінь · c1 білий слон · d1 білий ферзь · e1 білий король · f1 білий слон · h1 біла тура | a8 чорна тура · b8 чорний кінь · c8 чорний слон · d8 чорний ферзь · e8 чорний король · f8 чорний слон · h8 чорна тура · a7 чорний пішак · c7 чорний пішак · d7 чорний пішак · f7 чорний пішак · g7 чорний пішак · h7 чорний пішак · b6 чорний пішак · e6 чорний пішак · f6 чорний кінь · c4 білий пішак · d4 білий пішак · f3 білий кінь · a2 білий пішак · b2 білий пішак · e2 білий пішак · f2 білий пішак · g2 білий пішак · h2 білий пішак · a1 біла тура · b1 білий кінь · c1 білий слон · d1 білий ферзь · e1 білий король · f1 білий слон · h1 біла тура | a8 чорна тура · b8 чорний кінь · c8 чорний слон · d8 чорний ферзь · e8 чорний король · f8 чорний слон · h8 чорна тура · a7 чорний пішак · c7 чорний пішак · d7 чорний пішак · f7 чорний пішак · g7 чорний пішак · h7 чорний пішак · b6 чорний пішак · e6 чорний пішак · f6 чорний кінь · c4 білий пішак · d4 білий пішак · f3 білий кінь · a2 білий пішак · b2 білий пішак · e2 білий пішак · f2 білий пішак · g2 білий пішак · h2 білий пішак · a1 біла тура · b1 білий кінь · c1 білий слон · d1 білий ферзь · e1 білий король · f1 білий слон · h1 біла тура | a8 чорна тура · b8 чорний кінь · c8 чорний слон · d8 чорний ферзь · e8 чорний король · f8 чорний слон · h8 чорна тура · a7 чорний пішак · c7 чорний пішак · d7 чорний пішак · f7 чорний пішак · g7 чорний пішак · h7 чорний пішак · b6 чорний пішак · e6 чорний пішак · f6 чорний кінь · c4 білий пішак · d4 білий пішак · f3 білий кінь · a2 білий пішак · b2 білий пішак · e2 білий пішак · f2 білий пішак · g2 білий пішак · h2 білий пішак · a1 біла тура · b1 білий кінь · c1 білий слон · d1 білий ферзь · e1 білий король · f1 білий слон · h1 біла тура | a8 чорна тура · b8 чорний кінь · c8 чорний слон · d8 чорний ферзь · e8 чорний король · f8 чорний слон · h8 чорна тура · a7 чорний пішак · c7 чорний пішак · d7 чорний пішак · f7 чорний пішак · g7 чорний пішак · h7 чорний пішак · b6 чорний пішак · e6 чорний пішак · f6 чорний кінь · c4 білий пішак · d4 білий пішак · f3 білий кінь · a2 білий пішак · b2 білий пішак · e2 білий пішак · f2 білий пішак · g2 білий пішак · h2 білий пішак · a1 біла тура · b1 білий кінь · c1 білий слон · d1 білий ферзь · e1 білий король · f1 білий слон · h1 біла тура | a8 чорна тура · b8 чорний кінь · c8 чорний слон · d8 чорний ферзь · e8 чорний король · f8 чорний слон · h8 чорна тура · a7 чорний пішак · c7 чорний пішак · d7 чорний пішак · f7 чорний пішак · g7 чорний пішак · h7 чорний пішак · b6 чорний пішак · e6 чорний пішак · f6 чорний кінь · c4 білий пішак · d4 білий пішак · f3 білий кінь · a2 білий пішак · b2 білий пішак · e2 білий пішак · f2 білий пішак · g2 білий пішак · h2 білий пішак · a1 біла тура · b1 білий кінь · c1 білий слон · d1 білий ферзь · e1 білий король · f1 білий слон · h1 біла тура | a8 чорна тура · b8 чорний кінь · c8 чорний слон · d8 чорний ферзь · e8 чорний король · f8 чорний слон · h8 чорна тура · a7 чорний пішак · c7 чорний пішак · d7 чорний пішак · f7 чорний пішак · g7 чорний пішак · h7 чорний пішак · b6 чорний пішак · e6 чорний пішак · f6 чорний кінь · c4 білий пішак · d4 білий пішак · f3 білий кінь · a2 білий пішак · b2 білий пішак · e2 білий пішак · f2 білий пішак · g2 білий пішак · h2 білий пішак · a1 біла тура · b1 білий кінь · c1 білий слон · d1 білий ферзь · e1 білий король · f1 білий слон · h1 біла тура | 8 |
| 7 | a8 чорна тура · b8 чорний кінь · c8 чорний слон · d8 чорний ферзь · e8 чорний король · f8 чорний слон · h8 чорна тура · a7 чорний пішак · c7 чорний пішак · d7 чорний пішак · f7 чорний пішак · g7 чорний пішак · h7 чорний пішак · b6 чорний пішак · e6 чорний пішак · f6 чорний кінь · c4 білий пішак · d4 білий пішак · f3 білий кінь · a2 білий пішак · b2 білий пішак · e2 білий пішак · f2 білий пішак · g2 білий пішак · h2 білий пішак · a1 біла тура · b1 білий кінь · c1 білий слон · d1 білий ферзь · e1 білий король · f1 білий слон · h1 біла тура | a8 чорна тура · b8 чорний кінь · c8 чорний слон · d8 чорний ферзь · e8 чорний король · f8 чорний слон · h8 чорна тура · a7 чорний пішак · c7 чорний пішак · d7 чорний пішак · f7 чорний пішак · g7 чорний пішак · h7 чорний пішак · b6 чорний пішак · e6 чорний пішак · f6 чорний кінь · c4 білий пішак · d4 білий пішак · f3 білий кінь · a2 білий пішак · b2 білий пішак · e2 білий пішак · f2 білий пішак · g2 білий пішак · h2 білий пішак · a1 біла тура · b1 білий кінь · c1 білий слон · d1 білий ферзь · e1 білий король · f1 білий слон · h1 біла тура | a8 чорна тура · b8 чорний кінь · c8 чорний слон · d8 чорний ферзь · e8 чорний король · f8 чорний слон · h8 чорна тура · a7 чорний пішак · c7 чорний пішак · d7 чорний пішак · f7 чорний пішак · g7 чорний пішак · h7 чорний пішак · b6 чорний пішак · e6 чорний пішак · f6 чорний кінь · c4 білий пішак · d4 білий пішак · f3 білий кінь · a2 білий пішак · b2 білий пішак · e2 білий пішак · f2 білий пішак · g2 білий пішак · h2 білий пішак · a1 біла тура · b1 білий кінь · c1 білий слон · d1 білий ферзь · e1 білий король · f1 білий слон · h1 біла тура | a8 чорна тура · b8 чорний кінь · c8 чорний слон · d8 чорний ферзь · e8 чорний король · f8 чорний слон · h8 чорна тура · a7 чорний пішак · c7 чорний пішак · d7 чорний пішак · f7 чорний пішак · g7 чорний пішак · h7 чорний пішак · b6 чорний пішак · e6 чорний пішак · f6 чорний кінь · c4 білий пішак · d4 білий пішак · f3 білий кінь · a2 білий пішак · b2 білий пішак · e2 білий пішак · f2 білий пішак · g2 білий пішак · h2 білий пішак · a1 біла тура · b1 білий кінь · c1 білий слон · d1 білий ферзь · e1 білий король · f1 білий слон · h1 біла тура | a8 чорна тура · b8 чорний кінь · c8 чорний слон · d8 чорний ферзь · e8 чорний король · f8 чорний слон · h8 чорна тура · a7 чорний пішак · c7 чорний пішак · d7 чорний пішак · f7 чорний пішак · g7 чорний пішак · h7 чорний пішак · b6 чорний пішак · e6 чорний пішак · f6 чорний кінь · c4 білий пішак · d4 білий пішак · f3 білий кінь · a2 білий пішак · b2 білий пішак · e2 білий пішак · f2 білий пішак · g2 білий пішак · h2 білий пішак · a1 біла тура · b1 білий кінь · c1 білий слон · d1 білий ферзь · e1 білий король · f1 білий слон · h1 біла тура | a8 чорна тура · b8 чорний кінь · c8 чорний слон · d8 чорний ферзь · e8 чорний король · f8 чорний слон · h8 чорна тура · a7 чорний пішак · c7 чорний пішак · d7 чорний пішак · f7 чорний пішак · g7 чорний пішак · h7 чорний пішак · b6 чорний пішак · e6 чорний пішак · f6 чорний кінь · c4 білий пішак · d4 білий пішак · f3 білий кінь · a2 білий пішак · b2 білий пішак · e2 білий пішак · f2 білий пішак · g2 білий пішак · h2 білий пішак · a1 біла тура · b1 білий кінь · c1 білий слон · d1 білий ферзь · e1 білий король · f1 білий слон · h1 біла тура | a8 чорна тура · b8 чорний кінь · c8 чорний слон · d8 чорний ферзь · e8 чорний король · f8 чорний слон · h8 чорна тура · a7 чорний пішак · c7 чорний пішак · d7 чорний пішак · f7 чорний пішак · g7 чорний пішак · h7 чорний пішак · b6 чорний пішак · e6 чорний пішак · f6 чорний кінь · c4 білий пішак · d4 білий пішак · f3 білий кінь · a2 білий пішак · b2 білий пішак · e2 білий пішак · f2 білий пішак · g2 білий пішак · h2 білий пішак · a1 біла тура · b1 білий кінь · c1 білий слон · d1 білий ферзь · e1 білий король · f1 білий слон · h1 біла тура | a8 чорна тура · b8 чорний кінь · c8 чорний слон · d8 чорний ферзь · e8 чорний король · f8 чорний слон · h8 чорна тура · a7 чорний пішак · c7 чорний пішак · d7 чорний пішак · f7 чорний пішак · g7 чорний пішак · h7 чорний пішак · b6 чорний пішак · e6 чорний пішак · f6 чорний кінь · c4 білий пішак · d4 білий пішак · f3 білий кінь · a2 білий пішак · b2 білий пішак · e2 білий пішак · f2 білий пішак · g2 білий пішак · h2 білий пішак · a1 біла тура · b1 білий кінь · c1 білий слон · d1 білий ферзь · e1 білий король · f1 білий слон · h1 біла тура | 7 |
| 6 | a8 чорна тура · b8 чорний кінь · c8 чорний слон · d8 чорний ферзь · e8 чорний король · f8 чорний слон · h8 чорна тура · a7 чорний пішак · c7 чорний пішак · d7 чорний пішак · f7 чорний пішак · g7 чорний пішак · h7 чорний пішак · b6 чорний пішак · e6 чорний пішак · f6 чорний кінь · c4 білий пішак · d4 білий пішак · f3 білий кінь · a2 білий пішак · b2 білий пішак · e2 білий пішак · f2 білий пішак · g2 білий пішак · h2 білий пішак · a1 біла тура · b1 білий кінь · c1 білий слон · d1 білий ферзь · e1 білий король · f1 білий слон · h1 біла тура | a8 чорна тура · b8 чорний кінь · c8 чорний слон · d8 чорний ферзь · e8 чорний король · f8 чорний слон · h8 чорна тура · a7 чорний пішак · c7 чорний пішак · d7 чорний пішак · f7 чорний пішак · g7 чорний пішак · h7 чорний пішак · b6 чорний пішак · e6 чорний пішак · f6 чорний кінь · c4 білий пішак · d4 білий пішак · f3 білий кінь · a2 білий пішак · b2 білий пішак · e2 білий пішак · f2 білий пішак · g2 білий пішак · h2 білий пішак · a1 біла тура · b1 білий кінь · c1 білий слон · d1 білий ферзь · e1 білий король · f1 білий слон · h1 біла тура | a8 чорна тура · b8 чорний кінь · c8 чорний слон · d8 чорний ферзь · e8 чорний король · f8 чорний слон · h8 чорна тура · a7 чорний пішак · c7 чорний пішак · d7 чорний пішак · f7 чорний пішак · g7 чорний пішак · h7 чорний пішак · b6 чорний пішак · e6 чорний пішак · f6 чорний кінь · c4 білий пішак · d4 білий пішак · f3 білий кінь · a2 білий пішак · b2 білий пішак · e2 білий пішак · f2 білий пішак · g2 білий пішак · h2 білий пішак · a1 біла тура · b1 білий кінь · c1 білий слон · d1 білий ферзь · e1 білий король · f1 білий слон · h1 біла тура | a8 чорна тура · b8 чорний кінь · c8 чорний слон · d8 чорний ферзь · e8 чорний король · f8 чорний слон · h8 чорна тура · a7 чорний пішак · c7 чорний пішак · d7 чорний пішак · f7 чорний пішак · g7 чорний пішак · h7 чорний пішак · b6 чорний пішак · e6 чорний пішак · f6 чорний кінь · c4 білий пішак · d4 білий пішак · f3 білий кінь · a2 білий пішак · b2 білий пішак · e2 білий пішак · f2 білий пішак · g2 білий пішак · h2 білий пішак · a1 біла тура · b1 білий кінь · c1 білий слон · d1 білий ферзь · e1 білий король · f1 білий слон · h1 біла тура | a8 чорна тура · b8 чорний кінь · c8 чорний слон · d8 чорний ферзь · e8 чорний король · f8 чорний слон · h8 чорна тура · a7 чорний пішак · c7 чорний пішак · d7 чорний пішак · f7 чорний пішак · g7 чорний пішак · h7 чорний пішак · b6 чорний пішак · e6 чорний пішак · f6 чорний кінь · c4 білий пішак · d4 білий пішак · f3 білий кінь · a2 білий пішак · b2 білий пішак · e2 білий пішак · f2 білий пішак · g2 білий пішак · h2 білий пішак · a1 біла тура · b1 білий кінь · c1 білий слон · d1 білий ферзь · e1 білий король · f1 білий слон · h1 біла тура | a8 чорна тура · b8 чорний кінь · c8 чорний слон · d8 чорний ферзь · e8 чорний король · f8 чорний слон · h8 чорна тура · a7 чорний пішак · c7 чорний пішак · d7 чорний пішак · f7 чорний пішак · g7 чорний пішак · h7 чорний пішак · b6 чорний пішак · e6 чорний пішак · f6 чорний кінь · c4 білий пішак · d4 білий пішак · f3 білий кінь · a2 білий пішак · b2 білий пішак · e2 білий пішак · f2 білий пішак · g2 білий пішак · h2 білий пішак · a1 біла тура · b1 білий кінь · c1 білий слон · d1 білий ферзь · e1 білий король · f1 білий слон · h1 біла тура | a8 чорна тура · b8 чорний кінь · c8 чорний слон · d8 чорний ферзь · e8 чорний король · f8 чорний слон · h8 чорна тура · a7 чорний пішак · c7 чорний пішак · d7 чорний пішак · f7 чорний пішак · g7 чорний пішак · h7 чорний пішак · b6 чорний пішак · e6 чорний пішак · f6 чорний кінь · c4 білий пішак · d4 білий пішак · f3 білий кінь · a2 білий пішак · b2 білий пішак · e2 білий пішак · f2 білий пішак · g2 білий пішак · h2 білий пішак · a1 біла тура · b1 білий кінь · c1 білий слон · d1 білий ферзь · e1 білий король · f1 білий слон · h1 біла тура | a8 чорна тура · b8 чорний кінь · c8 чорний слон · d8 чорний ферзь · e8 чорний король · f8 чорний слон · h8 чорна тура · a7 чорний пішак · c7 чорний пішак · d7 чорний пішак · f7 чорний пішак · g7 чорний пішак · h7 чорний пішак · b6 чорний пішак · e6 чорний пішак · f6 чорний кінь · c4 білий пішак · d4 білий пішак · f3 білий кінь · a2 білий пішак · b2 білий пішак · e2 білий пішак · f2 білий пішак · g2 білий пішак · h2 білий пішак · a1 біла тура · b1 білий кінь · c1 білий слон · d1 білий ферзь · e1 білий король · f1 білий слон · h1 біла тура | 6 |
| 5 | a8 чорна тура · b8 чорний кінь · c8 чорний слон · d8 чорний ферзь · e8 чорний король · f8 чорний слон · h8 чорна тура · a7 чорний пішак · c7 чорний пішак · d7 чорний пішак · f7 чорний пішак · g7 чорний пішак · h7 чорний пішак · b6 чорний пішак · e6 чорний пішак · f6 чорний кінь · c4 білий пішак · d4 білий пішак · f3 білий кінь · a2 білий пішак · b2 білий пішак · e2 білий пішак · f2 білий пішак · g2 білий пішак · h2 білий пішак · a1 біла тура · b1 білий кінь · c1 білий слон · d1 білий ферзь · e1 білий король · f1 білий слон · h1 біла тура | a8 чорна тура · b8 чорний кінь · c8 чорний слон · d8 чорний ферзь · e8 чорний король · f8 чорний слон · h8 чорна тура · a7 чорний пішак · c7 чорний пішак · d7 чорний пішак · f7 чорний пішак · g7 чорний пішак · h7 чорний пішак · b6 чорний пішак · e6 чорний пішак · f6 чорний кінь · c4 білий пішак · d4 білий пішак · f3 білий кінь · a2 білий пішак · b2 білий пішак · e2 білий пішак · f2 білий пішак · g2 білий пішак · h2 білий пішак · a1 біла тура · b1 білий кінь · c1 білий слон · d1 білий ферзь · e1 білий король · f1 білий слон · h1 біла тура | a8 чорна тура · b8 чорний кінь · c8 чорний слон · d8 чорний ферзь · e8 чорний король · f8 чорний слон · h8 чорна тура · a7 чорний пішак · c7 чорний пішак · d7 чорний пішак · f7 чорний пішак · g7 чорний пішак · h7 чорний пішак · b6 чорний пішак · e6 чорний пішак · f6 чорний кінь · c4 білий пішак · d4 білий пішак · f3 білий кінь · a2 білий пішак · b2 білий пішак · e2 білий пішак · f2 білий пішак · g2 білий пішак · h2 білий пішак · a1 біла тура · b1 білий кінь · c1 білий слон · d1 білий ферзь · e1 білий король · f1 білий слон · h1 біла тура | a8 чорна тура · b8 чорний кінь · c8 чорний слон · d8 чорний ферзь · e8 чорний король · f8 чорний слон · h8 чорна тура · a7 чорний пішак · c7 чорний пішак · d7 чорний пішак · f7 чорний пішак · g7 чорний пішак · h7 чорний пішак · b6 чорний пішак · e6 чорний пішак · f6 чорний кінь · c4 білий пішак · d4 білий пішак · f3 білий кінь · a2 білий пішак · b2 білий пішак · e2 білий пішак · f2 білий пішак · g2 білий пішак · h2 білий пішак · a1 біла тура · b1 білий кінь · c1 білий слон · d1 білий ферзь · e1 білий король · f1 білий слон · h1 біла тура | a8 чорна тура · b8 чорний кінь · c8 чорний слон · d8 чорний ферзь · e8 чорний король · f8 чорний слон · h8 чорна тура · a7 чорний пішак · c7 чорний пішак · d7 чорний пішак · f7 чорний пішак · g7 чорний пішак · h7 чорний пішак · b6 чорний пішак · e6 чорний пішак · f6 чорний кінь · c4 білий пішак · d4 білий пішак · f3 білий кінь · a2 білий пішак · b2 білий пішак · e2 білий пішак · f2 білий пішак · g2 білий пішак · h2 білий пішак · a1 біла тура · b1 білий кінь · c1 білий слон · d1 білий ферзь · e1 білий король · f1 білий слон · h1 біла тура | a8 чорна тура · b8 чорний кінь · c8 чорний слон · d8 чорний ферзь · e8 чорний король · f8 чорний слон · h8 чорна тура · a7 чорний пішак · c7 чорний пішак · d7 чорний пішак · f7 чорний пішак · g7 чорний пішак · h7 чорний пішак · b6 чорний пішак · e6 чорний пішак · f6 чорний кінь · c4 білий пішак · d4 білий пішак · f3 білий кінь · a2 білий пішак · b2 білий пішак · e2 білий пішак · f2 білий пішак · g2 білий пішак · h2 білий пішак · a1 біла тура · b1 білий кінь · c1 білий слон · d1 білий ферзь · e1 білий король · f1 білий слон · h1 біла тура | a8 чорна тура · b8 чорний кінь · c8 чорний слон · d8 чорний ферзь · e8 чорний король · f8 чорний слон · h8 чорна тура · a7 чорний пішак · c7 чорний пішак · d7 чорний пішак · f7 чорний пішак · g7 чорний пішак · h7 чорний пішак · b6 чорний пішак · e6 чорний пішак · f6 чорний кінь · c4 білий пішак · d4 білий пішак · f3 білий кінь · a2 білий пішак · b2 білий пішак · e2 білий пішак · f2 білий пішак · g2 білий пішак · h2 білий пішак · a1 біла тура · b1 білий кінь · c1 білий слон · d1 білий ферзь · e1 білий король · f1 білий слон · h1 біла тура | a8 чорна тура · b8 чорний кінь · c8 чорний слон · d8 чорний ферзь · e8 чорний король · f8 чорний слон · h8 чорна тура · a7 чорний пішак · c7 чорний пішак · d7 чорний пішак · f7 чорний пішак · g7 чорний пішак · h7 чорний пішак · b6 чорний пішак · e6 чорний пішак · f6 чорний кінь · c4 білий пішак · d4 білий пішак · f3 білий кінь · a2 білий пішак · b2 білий пішак · e2 білий пішак · f2 білий пішак · g2 білий пішак · h2 білий пішак · a1 біла тура · b1 білий кінь · c1 білий слон · d1 білий ферзь · e1 білий король · f1 білий слон · h1 біла тура | 5 |
| 4 | a8 чорна тура · b8 чорний кінь · c8 чорний слон · d8 чорний ферзь · e8 чорний король · f8 чорний слон · h8 чорна тура · a7 чорний пішак · c7 чорний пішак · d7 чорний пішак · f7 чорний пішак · g7 чорний пішак · h7 чорний пішак · b6 чорний пішак · e6 чорний пішак · f6 чорний кінь · c4 білий пішак · d4 білий пішак · f3 білий кінь · a2 білий пішак · b2 білий пішак · e2 білий пішак · f2 білий пішак · g2 білий пішак · h2 білий пішак · a1 біла тура · b1 білий кінь · c1 білий слон · d1 білий ферзь · e1 білий король · f1 білий слон · h1 біла тура | a8 чорна тура · b8 чорний кінь · c8 чорний слон · d8 чорний ферзь · e8 чорний король · f8 чорний слон · h8 чорна тура · a7 чорний пішак · c7 чорний пішак · d7 чорний пішак · f7 чорний пішак · g7 чорний пішак · h7 чорний пішак · b6 чорний пішак · e6 чорний пішак · f6 чорний кінь · c4 білий пішак · d4 білий пішак · f3 білий кінь · a2 білий пішак · b2 білий пішак · e2 білий пішак · f2 білий пішак · g2 білий пішак · h2 білий пішак · a1 біла тура · b1 білий кінь · c1 білий слон · d1 білий ферзь · e1 білий король · f1 білий слон · h1 біла тура | a8 чорна тура · b8 чорний кінь · c8 чорний слон · d8 чорний ферзь · e8 чорний король · f8 чорний слон · h8 чорна тура · a7 чорний пішак · c7 чорний пішак · d7 чорний пішак · f7 чорний пішак · g7 чорний пішак · h7 чорний пішак · b6 чорний пішак · e6 чорний пішак · f6 чорний кінь · c4 білий пішак · d4 білий пішак · f3 білий кінь · a2 білий пішак · b2 білий пішак · e2 білий пішак · f2 білий пішак · g2 білий пішак · h2 білий пішак · a1 біла тура · b1 білий кінь · c1 білий слон · d1 білий ферзь · e1 білий король · f1 білий слон · h1 біла тура | a8 чорна тура · b8 чорний кінь · c8 чорний слон · d8 чорний ферзь · e8 чорний король · f8 чорний слон · h8 чорна тура · a7 чорний пішак · c7 чорний пішак · d7 чорний пішак · f7 чорний пішак · g7 чорний пішак · h7 чорний пішак · b6 чорний пішак · e6 чорний пішак · f6 чорний кінь · c4 білий пішак · d4 білий пішак · f3 білий кінь · a2 білий пішак · b2 білий пішак · e2 білий пішак · f2 білий пішак · g2 білий пішак · h2 білий пішак · a1 біла тура · b1 білий кінь · c1 білий слон · d1 білий ферзь · e1 білий король · f1 білий слон · h1 біла тура | a8 чорна тура · b8 чорний кінь · c8 чорний слон · d8 чорний ферзь · e8 чорний король · f8 чорний слон · h8 чорна тура · a7 чорний пішак · c7 чорний пішак · d7 чорний пішак · f7 чорний пішак · g7 чорний пішак · h7 чорний пішак · b6 чорний пішак · e6 чорний пішак · f6 чорний кінь · c4 білий пішак · d4 білий пішак · f3 білий кінь · a2 білий пішак · b2 білий пішак · e2 білий пішак · f2 білий пішак · g2 білий пішак · h2 білий пішак · a1 біла тура · b1 білий кінь · c1 білий слон · d1 білий ферзь · e1 білий король · f1 білий слон · h1 біла тура | a8 чорна тура · b8 чорний кінь · c8 чорний слон · d8 чорний ферзь · e8 чорний король · f8 чорний слон · h8 чорна тура · a7 чорний пішак · c7 чорний пішак · d7 чорний пішак · f7 чорний пішак · g7 чорний пішак · h7 чорний пішак · b6 чорний пішак · e6 чорний пішак · f6 чорний кінь · c4 білий пішак · d4 білий пішак · f3 білий кінь · a2 білий пішак · b2 білий пішак · e2 білий пішак · f2 білий пішак · g2 білий пішак · h2 білий пішак · a1 біла тура · b1 білий кінь · c1 білий слон · d1 білий ферзь · e1 білий король · f1 білий слон · h1 біла тура | a8 чорна тура · b8 чорний кінь · c8 чорний слон · d8 чорний ферзь · e8 чорний король · f8 чорний слон · h8 чорна тура · a7 чорний пішак · c7 чорний пішак · d7 чорний пішак · f7 чорний пішак · g7 чорний пішак · h7 чорний пішак · b6 чорний пішак · e6 чорний пішак · f6 чорний кінь · c4 білий пішак · d4 білий пішак · f3 білий кінь · a2 білий пішак · b2 білий пішак · e2 білий пішак · f2 білий пішак · g2 білий пішак · h2 білий пішак · a1 біла тура · b1 білий кінь · c1 білий слон · d1 білий ферзь · e1 білий король · f1 білий слон · h1 біла тура | a8 чорна тура · b8 чорний кінь · c8 чорний слон · d8 чорний ферзь · e8 чорний король · f8 чорний слон · h8 чорна тура · a7 чорний пішак · c7 чорний пішак · d7 чорний пішак · f7 чорний пішак · g7 чорний пішак · h7 чорний пішак · b6 чорний пішак · e6 чорний пішак · f6 чорний кінь · c4 білий пішак · d4 білий пішак · f3 білий кінь · a2 білий пішак · b2 білий пішак · e2 білий пішак · f2 білий пішак · g2 білий пішак · h2 білий пішак · a1 біла тура · b1 білий кінь · c1 білий слон · d1 білий ферзь · e1 білий король · f1 білий слон · h1 біла тура | 4 |
| 3 | a8 чорна тура · b8 чорний кінь · c8 чорний слон · d8 чорний ферзь · e8 чорний король · f8 чорний слон · h8 чорна тура · a7 чорний пішак · c7 чорний пішак · d7 чорний пішак · f7 чорний пішак · g7 чорний пішак · h7 чорний пішак · b6 чорний пішак · e6 чорний пішак · f6 чорний кінь · c4 білий пішак · d4 білий пішак · f3 білий кінь · a2 білий пішак · b2 білий пішак · e2 білий пішак · f2 білий пішак · g2 білий пішак · h2 білий пішак · a1 біла тура · b1 білий кінь · c1 білий слон · d1 білий ферзь · e1 білий король · f1 білий слон · h1 біла тура | a8 чорна тура · b8 чорний кінь · c8 чорний слон · d8 чорний ферзь · e8 чорний король · f8 чорний слон · h8 чорна тура · a7 чорний пішак · c7 чорний пішак · d7 чорний пішак · f7 чорний пішак · g7 чорний пішак · h7 чорний пішак · b6 чорний пішак · e6 чорний пішак · f6 чорний кінь · c4 білий пішак · d4 білий пішак · f3 білий кінь · a2 білий пішак · b2 білий пішак · e2 білий пішак · f2 білий пішак · g2 білий пішак · h2 білий пішак · a1 біла тура · b1 білий кінь · c1 білий слон · d1 білий ферзь · e1 білий король · f1 білий слон · h1 біла тура | a8 чорна тура · b8 чорний кінь · c8 чорний слон · d8 чорний ферзь · e8 чорний король · f8 чорний слон · h8 чорна тура · a7 чорний пішак · c7 чорний пішак · d7 чорний пішак · f7 чорний пішак · g7 чорний пішак · h7 чорний пішак · b6 чорний пішак · e6 чорний пішак · f6 чорний кінь · c4 білий пішак · d4 білий пішак · f3 білий кінь · a2 білий пішак · b2 білий пішак · e2 білий пішак · f2 білий пішак · g2 білий пішак · h2 білий пішак · a1 біла тура · b1 білий кінь · c1 білий слон · d1 білий ферзь · e1 білий король · f1 білий слон · h1 біла тура | a8 чорна тура · b8 чорний кінь · c8 чорний слон · d8 чорний ферзь · e8 чорний король · f8 чорний слон · h8 чорна тура · a7 чорний пішак · c7 чорний пішак · d7 чорний пішак · f7 чорний пішак · g7 чорний пішак · h7 чорний пішак · b6 чорний пішак · e6 чорний пішак · f6 чорний кінь · c4 білий пішак · d4 білий пішак · f3 білий кінь · a2 білий пішак · b2 білий пішак · e2 білий пішак · f2 білий пішак · g2 білий пішак · h2 білий пішак · a1 біла тура · b1 білий кінь · c1 білий слон · d1 білий ферзь · e1 білий король · f1 білий слон · h1 біла тура | a8 чорна тура · b8 чорний кінь · c8 чорний слон · d8 чорний ферзь · e8 чорний король · f8 чорний слон · h8 чорна тура · a7 чорний пішак · c7 чорний пішак · d7 чорний пішак · f7 чорний пішак · g7 чорний пішак · h7 чорний пішак · b6 чорний пішак · e6 чорний пішак · f6 чорний кінь · c4 білий пішак · d4 білий пішак · f3 білий кінь · a2 білий пішак · b2 білий пішак · e2 білий пішак · f2 білий пішак · g2 білий пішак · h2 білий пішак · a1 біла тура · b1 білий кінь · c1 білий слон · d1 білий ферзь · e1 білий король · f1 білий слон · h1 біла тура | a8 чорна тура · b8 чорний кінь · c8 чорний слон · d8 чорний ферзь · e8 чорний король · f8 чорний слон · h8 чорна тура · a7 чорний пішак · c7 чорний пішак · d7 чорний пішак · f7 чорний пішак · g7 чорний пішак · h7 чорний пішак · b6 чорний пішак · e6 чорний пішак · f6 чорний кінь · c4 білий пішак · d4 білий пішак · f3 білий кінь · a2 білий пішак · b2 білий пішак · e2 білий пішак · f2 білий пішак · g2 білий пішак · h2 білий пішак · a1 біла тура · b1 білий кінь · c1 білий слон · d1 білий ферзь · e1 білий король · f1 білий слон · h1 біла тура | a8 чорна тура · b8 чорний кінь · c8 чорний слон · d8 чорний ферзь · e8 чорний король · f8 чорний слон · h8 чорна тура · a7 чорний пішак · c7 чорний пішак · d7 чорний пішак · f7 чорний пішак · g7 чорний пішак · h7 чорний пішак · b6 чорний пішак · e6 чорний пішак · f6 чорний кінь · c4 білий пішак · d4 білий пішак · f3 білий кінь · a2 білий пішак · b2 білий пішак · e2 білий пішак · f2 білий пішак · g2 білий пішак · h2 білий пішак · a1 біла тура · b1 білий кінь · c1 білий слон · d1 білий ферзь · e1 білий король · f1 білий слон · h1 біла тура | a8 чорна тура · b8 чорний кінь · c8 чорний слон · d8 чорний ферзь · e8 чорний король · f8 чорний слон · h8 чорна тура · a7 чорний пішак · c7 чорний пішак · d7 чорний пішак · f7 чорний пішак · g7 чорний пішак · h7 чорний пішак · b6 чорний пішак · e6 чорний пішак · f6 чорний кінь · c4 білий пішак · d4 білий пішак · f3 білий кінь · a2 білий пішак · b2 білий пішак · e2 білий пішак · f2 білий пішак · g2 білий пішак · h2 білий пішак · a1 біла тура · b1 білий кінь · c1 білий слон · d1 білий ферзь · e1 білий король · f1 білий слон · h1 біла тура | 3 |
| 2 | a8 чорна тура · b8 чорний кінь · c8 чорний слон · d8 чорний ферзь · e8 чорний король · f8 чорний слон · h8 чорна тура · a7 чорний пішак · c7 чорний пішак · d7 чорний пішак · f7 чорний пішак · g7 чорний пішак · h7 чорний пішак · b6 чорний пішак · e6 чорний пішак · f6 чорний кінь · c4 білий пішак · d4 білий пішак · f3 білий кінь · a2 білий пішак · b2 білий пішак · e2 білий пішак · f2 білий пішак · g2 білий пішак · h2 білий пішак · a1 біла тура · b1 білий кінь · c1 білий слон · d1 білий ферзь · e1 білий король · f1 білий слон · h1 біла тура | a8 чорна тура · b8 чорний кінь · c8 чорний слон · d8 чорний ферзь · e8 чорний король · f8 чорний слон · h8 чорна тура · a7 чорний пішак · c7 чорний пішак · d7 чорний пішак · f7 чорний пішак · g7 чорний пішак · h7 чорний пішак · b6 чорний пішак · e6 чорний пішак · f6 чорний кінь · c4 білий пішак · d4 білий пішак · f3 білий кінь · a2 білий пішак · b2 білий пішак · e2 білий пішак · f2 білий пішак · g2 білий пішак · h2 білий пішак · a1 біла тура · b1 білий кінь · c1 білий слон · d1 білий ферзь · e1 білий король · f1 білий слон · h1 біла тура | a8 чорна тура · b8 чорний кінь · c8 чорний слон · d8 чорний ферзь · e8 чорний король · f8 чорний слон · h8 чорна тура · a7 чорний пішак · c7 чорний пішак · d7 чорний пішак · f7 чорний пішак · g7 чорний пішак · h7 чорний пішак · b6 чорний пішак · e6 чорний пішак · f6 чорний кінь · c4 білий пішак · d4 білий пішак · f3 білий кінь · a2 білий пішак · b2 білий пішак · e2 білий пішак · f2 білий пішак · g2 білий пішак · h2 білий пішак · a1 біла тура · b1 білий кінь · c1 білий слон · d1 білий ферзь · e1 білий король · f1 білий слон · h1 біла тура | a8 чорна тура · b8 чорний кінь · c8 чорний слон · d8 чорний ферзь · e8 чорний король · f8 чорний слон · h8 чорна тура · a7 чорний пішак · c7 чорний пішак · d7 чорний пішак · f7 чорний пішак · g7 чорний пішак · h7 чорний пішак · b6 чорний пішак · e6 чорний пішак · f6 чорний кінь · c4 білий пішак · d4 білий пішак · f3 білий кінь · a2 білий пішак · b2 білий пішак · e2 білий пішак · f2 білий пішак · g2 білий пішак · h2 білий пішак · a1 біла тура · b1 білий кінь · c1 білий слон · d1 білий ферзь · e1 білий король · f1 білий слон · h1 біла тура | a8 чорна тура · b8 чорний кінь · c8 чорний слон · d8 чорний ферзь · e8 чорний король · f8 чорний слон · h8 чорна тура · a7 чорний пішак · c7 чорний пішак · d7 чорний пішак · f7 чорний пішак · g7 чорний пішак · h7 чорний пішак · b6 чорний пішак · e6 чорний пішак · f6 чорний кінь · c4 білий пішак · d4 білий пішак · f3 білий кінь · a2 білий пішак · b2 білий пішак · e2 білий пішак · f2 білий пішак · g2 білий пішак · h2 білий пішак · a1 біла тура · b1 білий кінь · c1 білий слон · d1 білий ферзь · e1 білий король · f1 білий слон · h1 біла тура | a8 чорна тура · b8 чорний кінь · c8 чорний слон · d8 чорний ферзь · e8 чорний король · f8 чорний слон · h8 чорна тура · a7 чорний пішак · c7 чорний пішак · d7 чорний пішак · f7 чорний пішак · g7 чорний пішак · h7 чорний пішак · b6 чорний пішак · e6 чорний пішак · f6 чорний кінь · c4 білий пішак · d4 білий пішак · f3 білий кінь · a2 білий пішак · b2 білий пішак · e2 білий пішак · f2 білий пішак · g2 білий пішак · h2 білий пішак · a1 біла тура · b1 білий кінь · c1 білий слон · d1 білий ферзь · e1 білий король · f1 білий слон · h1 біла тура | a8 чорна тура · b8 чорний кінь · c8 чорний слон · d8 чорний ферзь · e8 чорний король · f8 чорний слон · h8 чорна тура · a7 чорний пішак · c7 чорний пішак · d7 чорний пішак · f7 чорний пішак · g7 чорний пішак · h7 чорний пішак · b6 чорний пішак · e6 чорний пішак · f6 чорний кінь · c4 білий пішак · d4 білий пішак · f3 білий кінь · a2 білий пішак · b2 білий пішак · e2 білий пішак · f2 білий пішак · g2 білий пішак · h2 білий пішак · a1 біла тура · b1 білий кінь · c1 білий слон · d1 білий ферзь · e1 білий король · f1 білий слон · h1 біла тура | a8 чорна тура · b8 чорний кінь · c8 чорний слон · d8 чорний ферзь · e8 чорний король · f8 чорний слон · h8 чорна тура · a7 чорний пішак · c7 чорний пішак · d7 чорний пішак · f7 чорний пішак · g7 чорний пішак · h7 чорний пішак · b6 чорний пішак · e6 чорний пішак · f6 чорний кінь · c4 білий пішак · d4 білий пішак · f3 білий кінь · a2 білий пішак · b2 білий пішак · e2 білий пішак · f2 білий пішак · g2 білий пішак · h2 білий пішак · a1 біла тура · b1 білий кінь · c1 білий слон · d1 білий ферзь · e1 білий король · f1 білий слон · h1 біла тура | 2 |
| 1 | a8 чорна тура · b8 чорний кінь · c8 чорний слон · d8 чорний ферзь · e8 чорний король · f8 чорний слон · h8 чорна тура · a7 чорний пішак · c7 чорний пішак · d7 чорний пішак · f7 чорний пішак · g7 чорний пішак · h7 чорний пішак · b6 чорний пішак · e6 чорний пішак · f6 чорний кінь · c4 білий пішак · d4 білий пішак · f3 білий кінь · a2 білий пішак · b2 білий пішак · e2 білий пішак · f2 білий пішак · g2 білий пішак · h2 білий пішак · a1 біла тура · b1 білий кінь · c1 білий слон · d1 білий ферзь · e1 білий король · f1 білий слон · h1 біла тура | a8 чорна тура · b8 чорний кінь · c8 чорний слон · d8 чорний ферзь · e8 чорний король · f8 чорний слон · h8 чорна тура · a7 чорний пішак · c7 чорний пішак · d7 чорний пішак · f7 чорний пішак · g7 чорний пішак · h7 чорний пішак · b6 чорний пішак · e6 чорний пішак · f6 чорний кінь · c4 білий пішак · d4 білий пішак · f3 білий кінь · a2 білий пішак · b2 білий пішак · e2 білий пішак · f2 білий пішак · g2 білий пішак · h2 білий пішак · a1 біла тура · b1 білий кінь · c1 білий слон · d1 білий ферзь · e1 білий король · f1 білий слон · h1 біла тура | a8 чорна тура · b8 чорний кінь · c8 чорний слон · d8 чорний ферзь · e8 чорний король · f8 чорний слон · h8 чорна тура · a7 чорний пішак · c7 чорний пішак · d7 чорний пішак · f7 чорний пішак · g7 чорний пішак · h7 чорний пішак · b6 чорний пішак · e6 чорний пішак · f6 чорний кінь · c4 білий пішак · d4 білий пішак · f3 білий кінь · a2 білий пішак · b2 білий пішак · e2 білий пішак · f2 білий пішак · g2 білий пішак · h2 білий пішак · a1 біла тура · b1 білий кінь · c1 білий слон · d1 білий ферзь · e1 білий король · f1 білий слон · h1 біла тура | a8 чорна тура · b8 чорний кінь · c8 чорний слон · d8 чорний ферзь · e8 чорний король · f8 чорний слон · h8 чорна тура · a7 чорний пішак · c7 чорний пішак · d7 чорний пішак · f7 чорний пішак · g7 чорний пішак · h7 чорний пішак · b6 чорний пішак · e6 чорний пішак · f6 чорний кінь · c4 білий пішак · d4 білий пішак · f3 білий кінь · a2 білий пішак · b2 білий пішак · e2 білий пішак · f2 білий пішак · g2 білий пішак · h2 білий пішак · a1 біла тура · b1 білий кінь · c1 білий слон · d1 білий ферзь · e1 білий король · f1 білий слон · h1 біла тура | a8 чорна тура · b8 чорний кінь · c8 чорний слон · d8 чорний ферзь · e8 чорний король · f8 чорний слон · h8 чорна тура · a7 чорний пішак · c7 чорний пішак · d7 чорний пішак · f7 чорний пішак · g7 чорний пішак · h7 чорний пішак · b6 чорний пішак · e6 чорний пішак · f6 чорний кінь · c4 білий пішак · d4 білий пішак · f3 білий кінь · a2 білий пішак · b2 білий пішак · e2 білий пішак · f2 білий пішак · g2 білий пішак · h2 білий пішак · a1 біла тура · b1 білий кінь · c1 білий слон · d1 білий ферзь · e1 білий король · f1 білий слон · h1 біла тура | a8 чорна тура · b8 чорний кінь · c8 чорний слон · d8 чорний ферзь · e8 чорний король · f8 чорний слон · h8 чорна тура · a7 чорний пішак · c7 чорний пішак · d7 чорний пішак · f7 чорний пішак · g7 чорний пішак · h7 чорний пішак · b6 чорний пішак · e6 чорний пішак · f6 чорний кінь · c4 білий пішак · d4 білий пішак · f3 білий кінь · a2 білий пішак · b2 білий пішак · e2 білий пішак · f2 білий пішак · g2 білий пішак · h2 білий пішак · a1 біла тура · b1 білий кінь · c1 білий слон · d1 білий ферзь · e1 білий король · f1 білий слон · h1 біла тура | a8 чорна тура · b8 чорний кінь · c8 чорний слон · d8 чорний ферзь · e8 чорний король · f8 чорний слон · h8 чорна тура · a7 чорний пішак · c7 чорний пішак · d7 чорний пішак · f7 чорний пішак · g7 чорний пішак · h7 чорний пішак · b6 чорний пішак · e6 чорний пішак · f6 чорний кінь · c4 білий пішак · d4 білий пішак · f3 білий кінь · a2 білий пішак · b2 білий пішак · e2 білий пішак · f2 білий пішак · g2 білий пішак · h2 білий пішак · a1 біла тура · b1 білий кінь · c1 білий слон · d1 білий ферзь · e1 білий король · f1 білий слон · h1 біла тура | a8 чорна тура · b8 чорний кінь · c8 чорний слон · d8 чорний ферзь · e8 чорний король · f8 чорний слон · h8 чорна тура · a7 чорний пішак · c7 чорний пішак · d7 чорний пішак · f7 чорний пішак · g7 чорний пішак · h7 чорний пішак · b6 чорний пішак · e6 чорний пішак · f6 чорний кінь · c4 білий пішак · d4 білий пішак · f3 білий кінь · a2 білий пішак · b2 білий пішак · e2 білий пішак · f2 білий пішак · g2 білий пішак · h2 білий пішак · a1 біла тура · b1 білий кінь · c1 білий слон · d1 білий ферзь · e1 білий король · f1 білий слон · h1 біла тура | 1 |
|   | a | b | c | d | e | f | g | h |   |

Закриті дебюти виникають при будь-якому першому ході пішаком (крім королівського) на 1-2 поля вперед або королівським конем. Боротьба має позиційний характер. В закритих початках можуть виникати відносно симетричні 1.d2-d4 d7-d5 (дебют ферзевих пішаків) або асиметричні позиції 2.c2-c4 d5:c4 (прийнятий ферзевий гамбіт); 2. ... c7-c6 (слов'янський захист) і т. д. Крім ходу 1. ... d5 просуванню e2-e4 можна перешкоджати й іншими способами — 1. ... f7-f5 (Голландський захист); 1. ... Кg8-f6 (з наступним переходом до захисту Німцовича, староіндійського, новоіндійського або іншого захисту).
У багатьох закритих дебютах білі не поспішають із просуванням e2-e4 або d2-d4 — 1.c2-c4 (Англійський початок); 1.Кg1-f3 (дебют Реті); 1.b2-b3 (дебют Ларсена) та інші дозволяють чорним створити сильний пішаковий центр, а потім піддають його атаці. У стратегічному плані принципово відрізняються від відкритих та напіввідкритих дебютів.

## Основні закриті дебюти
- Ферзевий гамбіт
- Прийнятий ферзевий гамбіт
- Відхилений ферзевий гамбіт
- Захист Чигоріна
- Контргамбіт Альбіна
- Слов'янський захист
- Каталонський початок
- Новоіндійський захист
- Захист Рагозіна
- Захист Німцовича
- Будапештський гамбіт
- Захист Ґрюнфельда
- Староіндійський захист
- Захист Беноні
- Дебют ферзевих пішаків
- Голландський захист
- Англійський початок
- Староіндійський початок
- Дебют Реті
- Дебют Берда
- Дебют Сокольського